# Luca Turilli
Luca Turilli (Trieste, Italia; 5 de marzo de 1972) es un músico y compositor italiano, más conocido como el fundador, compositor y guitarrista de la banda de power metal sinfónico Rhapsody. 

## Biografía
Turilli es hijo único de Luigi y Nelly. Estudió y se graduó a los 21 años de un instituto como ingeniero en matemáticas en Trieste. Debido a la influencia de su padre, se interesó en la música clásica en su adolescencia. Su primer instrumento fue la flauta a los 14 años, luego aprendió a interpretar el piano y posteriormente la guitarra a los 16 años. 
En 1993, junto con su compañero y teclista Alex Staropoli, a quien conoció en un curso sobre el control de la mente, fundó Thundercross, que fue renombrado Rhapsody después del lanzamiento de su primer demo Land Of Immortals. Posteriormente, el grupo fue renombrado de nuevo a Rhapsody of Fire debido a problemas legales, ya que el otro nombre ya se encontraba registrado por RealNetworks.
Como muchos guitarristas en el power metal, sus solos son bastante técnicos. Demuestra su capacidad con técnicas llamadas sweep-picking y legato, abusando de la tríada y el arpegio, basándose en sus influencias clásicas en unas sofisticadas composiciones para así proporcionarse autenticidad en la composición de la línea de primera guitarra, que le da su toque especial y único.
Sin embargo, Luca Turilli ha dicho en entrevistas que se considera a sí mismo más un compositor que un guitarrista. A raíz de esto, se ha encargado de siempre priorizar la composición musical, dando matices preciosistas, arreglos bien logrados y emotividad a sus últimas composiciones.[cita requerida]

### Separación de Rhapsody Of Fire y un nuevo proyecto: Luca Turilli's Rhapsody
El 16 de agosto de 2011 Rhapsody Of Fire anunció en su sitio oficial la salida de Luca Turilli, a través de un texto donde rememoraban los largos años de trabajo juntos. Poco tiempo después fue creado el sitio que pertenecerá a la nueva banda de Luca Turilli, y en este, fue publicada una entrevista en la que Luca contaba todos los detalles acerca de la separación de Rhapsody Of Fire y su nueva banda que pronto se venía. En esta entrevista Luca aclaró que Alex Staropoli y él acordaron separarse de manera amistosa y respetuosa, conservando la amistad, debido a que ambos querían buscar nuevos estímulos artísticos y musicales por su cuenta.
La nueva banda de Luca Turilli adoptó el nombre de Luca Turilli's Rhapsody. De acuerdo a lo dicho por el propio Luca en la entrevista, Alex Staropoli y él acordaron que ambos debían conservar el nombre "Rhapsody" en honor a los largos años de trabajo y amistad y a la inversión económica que ambos hicieron para que ese nombre fuera cada vez más fuerte en el mercado. De esta manera tendremos dos Rhapsody: El Rhapsody Of Fire de siempre, con Alex Staropoli y Fabio Lione al mando, y el nuevo Rhapsody: Luca Turilli's Rhapsody (LT Rhapsody), con Luca Turilli al mando, y como vocalista Alessandro Conti.
Luca aclaró que daba por finalizada la actividad de su bandas en solitario, Luca Turilli y Luca Turilli's Dreamquest.
El grupo Luca Turilli's Rhapsody sacó su nuevo disco el 22 de junio de 2012, llamado Ascending to Infinity, donde muestra el lado más cinemático de Luca Turilli y su banda. Durante los meses de noviembre y diciembre dio su gira (junto a Freedom Call, Vexillum y Orden Ogan como teloneros), bautizada como Cinematic World Tour, por Europa y, en enero y febrero de 2013, en América y Asia.
En junio de 2015 se lanzó un nuevo álbum, titulado Prometheus Symphonia Ignis Divinus. El mismo año también salió su primer sencillo, Rosenkreuz.
El 19 de junio de 2018, Turilli anunció en la página oficial de la banda en Facebook que la banda iría a una pausa indefinida, debido a los compromisos de los otros miembros con proyectos musicales solistas, en especial con el vocalista Alessandro Conti, quien fue anunciado como el nuevo vocalista de la banda sueca de power metal sinfónico Twilight Force a principios de ese mes.

### Reunión de Rhapsody
En el 2017 participa de la reunión de Rhapsody of Fire en conmemoración de los 20 años del lanzamiento de Legendary Tales, titulando la gira 20th Anniversary Farewell Tour, recorriendo países como Argentina, Chile, Brasil, México, Colombia, Italia, Suecia, Bélgica, Finlandia, Israel, Portugal y España. Junto a Fabio Lione, Alex Holzwarth, Patrice Guers y Dominique Leurquin.

### Turilli/Lione Rhapsody
En diciembre de 2018, después de la gira reunión de Rhapsody 20th Anniversary Farewell Tour, Luca Turilli y Fabio Lione deciden volver a unirse para crear una nueva banda llamada Turilli/Lione Rhapsody, mezclando el metal sinfónico enriquecido por elementos modernos de las producciones actuales. Los miembros integrantes principales son Luca Turilli (Guitarra), Fabio Lione (Voz), Alex Holzwarth (Batería), Patrice Guers (Bajo) y Dominique Leurquin (Guitarra).
La banda lanzó una campaña de micromecenazgo en forma de preventa de su primer álbum por medio de la plataforma indiegogo. El 5 de julio de 2019, salió al mercado el disco, titulado Zero Gravity.

## Equipo
En sus comienzos con Rhapsody (1994) Luca Turilli utilizaba guitarras Ibanez. Especialmente el modelo Ibanez S 540 LTD (en color azul, rojo e incluso negro) con cuerpo de caoba, mástil de arce de 1 pieza tipo "Wizard", diapasón de palorrosa de 22 trastes (tipo "Jumbo") con incrustaciones "diente de tiburón" y el término "custom made" en el traste 21; puente Lo- pro Edge y Edge de ibanez (bajo licencia de patronaje Floyd Rose), y micrófonos Ibanez Quantum (MÁSTIL: Humbucker IBZ QM1. CENTRAL: Single coil IBZ QMS1. PUENTE: Humbucker IBZ QM2)
Actualmente Turilli utiliza guitarras custom fabricadas a medida por el Luthier francés Cristopher Capelli con micrófonos Seymour Duncan, cuerpo de caoba, potenciómetro de volumen (sin potenciómetro de tono), puente flotante e incrustaciones en el diapasón tipo "vine inlay". También constan guitarras acústicas Gibson y amplificadores Mesa Boogie.
En su última gira en 2011 utiliza un amplificador ENGL Powerball II junto a unidades de efectos en rack.

## Formación solista
- Luca Turilli - Guitarra, Teclado
- Sascha Paeth - Bajo, Guitarra
- Michael Rodenberg - Teclado
- Olaf Hayer - Voz
- Bridget Fogle - Voz
- Robert Hunecke - Batería

## Discografía

### Como solista
Álbumes:
- King of the Nordic Twilight (1999)
- Prophet of the Last Eclipse (2002)
- The Infinite Wonders of Creation (2006)

Sencillos:
- The Ancient Forest of Elves (1999)

### Rhapsody Of Fire
Álbumes:
- Legendary Tales (1997)
- Symphony of Enchanted Lands (1998)
- Dawn of Victory (2000)
- Rain of a Thousand Flames (2001)
- Power of the Dragonflame (2002)
- Symphony of Enchanted Lands II: The Dark Secret (2004)
- Triumph or Agony (2006)
- The Frozen Tears of Angels (2010)
- The Cold Embrace Of Fear: A Dark Romantic Symphony (2010)
- From Chaos to Eternity (2011)

Sencillos:
- Emerald Sword (1998)
- Holy Thunderforce (2000)
- The Magic of the Wizard's Dream (2005)
- A New Saga Begins (2006)
- Aeons of Raging Darkness (2011)

### Luca Turilli's Dreamquest
Álbumes:
- Lost Horizons (2006)

Sencillos:
- Virus (2006)

### Luca Turilli's Rhapsody
Álbumes:
- Ascending to Infinity (2012)
- Prometheus, Symphonia Ignis Divinus (2015)

Sencillos:
- Dark Fate of Atlantis (2012)
- Rosenkreuz (La Rosa y La Cruz) (2015)
- Prometheus (2015)
- Il cigno nero (Reloaded) (2015)

### Turilli/Lione Rhapsody
- Rebirth And Evolution (2019)